# Max Ettinger
Max Ettinger (Lemberg, ara Lviv, Ucraïna, 27 de desembre de 1874 - Basilea, Suïssa, 19 de juliol de 1951) fou un compositor austrohongarès. S'educa musicalment a Berlín i Múnic, i aconseguí el títol de professor en el Conservatori d'aquesta última ciutat. Notable compositor, entre les seves obres més assolides hi figuren:
- una sonata per a violí i una altra per a violoncel;
- un quintet per a instruments de fusta i piano;
- una suite sobre temes antics anglesos, per a gran orquestra;
- tres lieder sense paraules, per a gran orquestra, titulats Traumes (Somnis);
- el poema Weisheit des Orients, per a veus de solistes, cor i orquestra;
- l'òpera en tres actes Judith, estrenada amb èxit a Nuremberg el 1921.
- The Jiddische Requiem (1947).